# Aussaatmaß
Unter einem Aussaatmaß versteht man eine Menge Saatgut, die zur Bestellung einer Ackerfläche benötigt wird. Es ist eine ungenaue Maßzuordnung wie die zum Oberbegriff Weinmaß, Salzmaß oder Ölmaß. 
Zwei Varianten sind und waren möglich. Erstens: Die Saatgutmenge ist festgelegt und es wird auf die Fläche ermittelt. Zweitens: Die Fläche ist festgelegt und es wird auf die Saatgutmenge gerechnet. Historisch gewachsen ist der Fall 1 mit festgelegter Saatgutmenge die Fläche zu bestimmen. Die Bodenqualität, magerer oder kräftiger Boden, wurde bei vielen Maßen in der Vergangenheit berücksichtigt, war aber nur ein Versuch, die verschiedenen Einflüsse zu beachten. Selbst der Unterschied des Saatgutes (Hafer, Weizen, Roggen und andere Saaten) hat Einfluss, der sich mit dem Hohlmaß noch beeinflussen ließ. Auch spielte die Aussaatzeit eine Rolle. Weniger Saat bei früher Bestellung beeinflussten das Maß. Die Ungenauigkeiten haften allen Maßen dieser Gruppe an. 
Im modernen Ackerbau wurden diese Maße durch metrische Maße ersetzt und sind genauer durch die Wissenschaft geworden. Sie sind auch heute noch unverzichtbar für die Planung. Als Maß für die Saat nahm man in der Vergangenheit den Scheffel, Metzen oder das gültige Hohlmaß der Region und so kannte man die zu bestellende Flächengröße als Richtwert. Oft basierten Steuern oder Naturalabgaben vom zu erwartenden Erntegut auf diesem Maß.

## Beispiel
Als Beispiel ein Aussaatmaß in Lippe-Detmold:
- 1 Scheffel (Saatgut) ergab 80 Quadratruten = 17,1659 Ar

Zum Vergleich die Maße eines Morgens:
- 1 Morgen = 120 Quadratruten = 25,7488 Ar

## Aussaatmaße
- Ammersaat
- Boisselée
- Bosses
- Carteyrade
- Cavalleria
- Coltra
- Einfall
- Fastsaat
- Fauches
- Geestmorgen
- Geestscheffel
- Haidscheffel
- Laha
- Last (Ackermaß)
- Nösel
- Maltersaat
- Malterscheid mit Mütte-, Scheffel- und Viertelscheid
- Okruch
- Pezza
- Pflug (Einheit)
- Recherchée
- Robada
- Satel
- Seeländische Tonne
- Strich (Einheit)
- Tonne
- Wente